# 腺苷
腺苷（英語：adenosine）是核苷的一種，由核糖（呋喃核糖）或脱氧核糖连接腺嘌呤形成，中間由腺嘌呤的N-9与D-核糖的C-1通过β糖苷键（β-N9-glycosidic bond）連結。
腺苷在生物化學上扮演重要角色，包括以腺苷三磷酸（ATP）或腺苷雙磷酸（ADP）形式轉移能量，或是以環狀腺苷單磷酸（cAMP）進行信號傳遞等。此外腺苷也是一種抑制性神經傳導物（inhibitory neurotransmitter）或神经调质，在中枢神经系统参与调节睡眠、觉醒、学习记忆、抑郁和焦虑等多种生理和病理过程。

## 外部連結
- Computational Chemistry Wiki
- Adenosine and Sleep
- 腺苷 Adenosine （页面存档备份，存于） 中草藥化學圖像數據庫 (香港浸會大學中醫藥學院) （中文）（英文）

1. ↑  .   [2024-02-19]. （原始内容存档于2024-02-19）.